# Дискографія Evanescence
Американський рок-гурт Evanescence випустив 4 студійні альбоми, один альбом записаний наживо, один музичний збірник, 3 міні-альбоми, 14 синглів, 6 промо-синглів та 12 музичних відеокліпів. Evanescence був створений у місті Літл-Рок, штат Арканзас, у 1995 році Емі Лі та Беном Муді. Відтоді склад гурту неодноразово зазнавав змін, але Лі залишалася в гурті постійно. Тепер[коли?] гурт продав в усьому світі понад 25 мільйонів платівок.
Найдавніший матеріал гурту випущений наприкінці 1990-х років незалежним лейблом Bigwig Enterprises, цей EP у 1998 році отримав назву аналогічну гурту, після чого наступного року вийшов Sound Asleep EP. 2000 року гурт записав та випустив апольбом під назвою Origin, який продавали на концертних майданчиках. Проте кількість проданих примірників цього альбому була незначною, тому вже незабаром його почали продавати в інтернеті онлайн за вищими цінами.
У січні 2001 року Evanescence підписали контракт з Wind-up Records. На початку 2003 року гурт випустив EP Mystary разом зі своїм дебютним повноцінним альбомом Fallen, який вийшов у березні того ж року. У Сполучених Штатах за перший тиждень продажів Fallen продався кількістю 141 000 примірників, а також отримав схвальні відгуки від музичних критиків. Згодом були випущені як окремі сингли деякі композиції з цього альбому, зокрема Bring Me to Life, Going Under, My Immortal та Everybody's Fool. Bring Me to Life та My Immortal потрапив до топ-10 у музичних чартах декількох країн, а RIAA визнала їх Платиновими та Золотими відповідно. Альбом піднявся на третій позиції в чарті Billboard 200 і продовжував продаватися по усьому світу в кількості понад 17 мільйонів примірників. RIAA сім разів присвоювала альбому Fallen звання платинового, на той час лише в Сполучених Штатах було продано понад 7,8 мільйонів його примірників. 2004 року на 46-й церемонії Annual Grammy Awards завдяки успішному продажу альбому Fallen та синглів з нього Evanescence отримали дві нагороди Греммі, як найкращий новий виконавець та за найкраще виконання в стилі гард-рок. Під час гастролей на підтримку альбому Fallen, група записала свій виступ у Парижі. Повний запис цього виступу вийшов як живий альбом у листопаді 2004 року під назвою Anywhere but Home. Альбом Anywhere but Home у США став золотим, в цій країні його продали 687 000 екземплярів. А в усьому світі цей альбом продався кількістю понад 1,5 мільйонів штук.
Їх другий альбом, The Open Door, вийшов у жовтні 2006 року й опинився на першому місці в одразу 5-ти національних музичних чартах, включаючи Billboard 200, окрім цього за перший тиждень після свого виходу в США було продано 447 000 примірників альбому. З цього альбом згодом вийшло чотири сингли. Найвідоміший серед них, «Call Me When You're Sober», досягнув такого ж успіху, як і «Bring Me to Life» та «My Immortal», й був визнаний RIAA платиновим. Наступними після «Call Me When You're Sober» вийшли «Lithium» та «Sweet Sacrifice», але обидва сингли мали досить скромні успіхи в музичних чартах. «Sweet Sacrifice» був номінований на 50-й царемонії «Греммі» 2008 року як Найкращий виступ у стилі гард-рок, але переможцями номінації стала композиція The Pretender Foo Fighters. Четвертий сингл, «Good Enough», також вийшов, але також не досяг особливих успіхів у музичних чартах. The Open Door продався по всьому світі в кількості 5 мільйонів примірників. У Сполучених Штатах було продано близько 2,1 мільйони примірників й RIAA визнало цей альбом двічі платиновим.
Свій третій студійний альбом, Evanescence, гурт випустив у жовтні 2011 року. Він одразу ж дебютував на першому місці у чарті Billboard 200, а в США в перший тиждень після виходу цього альбому було продано 127 000 його примірників. Також він посідав місце в топ-5 в 7-ми інших країнах. Перший сингл з альбому Evanescence, What You Want, вийшов в серпні досяг у музичних чартах помірного успіху. Другий сингл, My Heart Is Broken, було випущено в жовтні. Останній сингл з цього альбому «Lost in Paradise» вийшов у травні 2012 року, а «The Other Side» вийшов уже наступного місяця як промо-сингл. Станом на серпень 2012 року у США альбом Evanescence було продано в кількості 421 000 примірників.
Четвертий альбом гурту, Synthesis, вийшов у листопаді 2017 року. Альбом дебютував у Billboard 200 на 8-й позиції, у Великій Британії посів 23-тє місе, у Німеччині — 5-те, а в Австралії — 6-те.

## Альбоми

### Студійні альбоми
| Назва                                                                                          | Детально                                                            | Пікова позиція в чарті | Пікова позиція в чарті | Пікова позиція в чарті | Пікова позиція в чарті | Пікова позиція в чарті | Пікова позиція в чарті | Пікова позиція в чарті | Пікова позиція в чарті | Пікова позиція в чарті | Пікова позиція в чарті | Продажі                                               | Сертифікації |
| Назва                                                                                          | Детально                                                            | USA                    | AUS                    | AUT                    | CAN                    | FRA                    | GER                    | NLD                    | NZL                    | SWI                    | UK                     | Продажі                                               | Сертифікації |
| ---------------------------------------------------------------------------------------------- | ------------------------------------------------------------------- | ---------------------- | ---------------------- | ---------------------- | ---------------------- | ---------------------- | ---------------------- | ---------------------- | ---------------------- | ---------------------- | ---------------------- | ----------------------------------------------------- | --- |
| Fallen                                                                                         | - Вихід: 4 березня 2003 - Лейбл: Wind-up - Формати: CD, LP, онлайн  | 3                      | 1                      | 1                      | 1                      | 2                      | 2                      | 2                      | 2                      | 2                      | 1                      | - Світ: 17,000,000 - США: 7,800,000 - Японія: 238,000 | - RIAA: 7× Платиновий - ARIA: 6× Платиновий - BPI: 4× Платиновий - BVMI: 5× Золотий - IFPI AUT: Платиновий - IFPI SWI: 2× Платиновий - MC: 7× Платиновий - NVPI: Платиновий - RMNZ: 5× Платиновий - SNEP: Платиновий |
| The Open Door                                                                                  | - Вихід: 25 вересня 2006 - Лейбл: Wind-up - Формати: CD, LP, онлайн | 1                      | 1                      | 2                      | 2                      | 2                      | 1                      | 2                      | 2                      | 1                      | 2                      | - Світ: 5,000,000 - США: 2,100,000                    | - RIAA: 2× Платиновий - ARIA: 2× Платиновий - BPI: Платиновий - BVMI: Золотий - IFPI AUT: Золотий - IFPI SWI: Платиновий - MC: 2× Платиновий - RMNZ: Платиновий - SNEP: Золотий                                      |
| Evanescence                                                                                    | - Вихід: 7 жовтня 2011 - Лейбл: Wind-up - Формати: CD, LP, онлайн   | 1                      | 5                      | 4                      | 2                      | 8                      | 5                      | 14                     | 3                      | 4                      | 4                      | - США: 421,000                                        | - ARIA: Золотий - BPI: Золотий - MC: Золотий |
| Synthesis                                                                                      | - Вихід: 10 листопада 2017 - Лейбл: BMG - Формати: CD, LP, онлайн   | 8                      | 6                      | 11                     | 16                     | 58                     | 5                      | 23                     | 20                     | 9                      | 23                     | - США: 50,000                                         | |
| The Bitter Truth                                                                               | - Вихід: 26 березня 2021 - Лейбл: BMG - Формати: CD, LP, онлайн     | 11                     | 3                      | 5                      | 14                     | 34                     | 2                      | 20                     | 15                     | 1                      | 4                      | США: 26,000                                           | |
| «—» позначає запис, який не був розміщений на графіку або не розповсюджувався на цю територію. |                                                                     |                        |                        |                        |                        |                        |                        |                        |                        |                        |                        |                                                       | |

### «Живі» альбоми
| Назва                                                                                          | Деталі                                                                           | Пікова позиція в чарті | Пікова позиція в чарті | Пікова позиція в чарті | Пікова позиція в чарті | Пікова позиція в чарті | Пікова позиція в чарті | Пікова позиція в чарті | Пікова позиція в чарті | Пікова позиція в чарті | Пікова позиція в чарті | Продажі                          | Сертифікації                                                                                |
| Назва                                                                                          | Деталі                                                                           | US                     | AUS                    | AUT                    | CAN                    | FRA                    | GER                    | NLD                    | NZ                     | SWI                    | UK                     | Продажі                          | Сертифікації                                                                                |
| ---------------------------------------------------------------------------------------------- | -------------------------------------------------------------------------------- | ---------------------- | ---------------------- | ---------------------- | ---------------------- | ---------------------- | ---------------------- | ---------------------- | ---------------------- | ---------------------- | ---------------------- | -------------------------------- | ------------------------------------------------------------------------------------------- |
| Anywhere but Home                                                                              | - Вихід: 23 листопада 2004 - Лейбл: Wind-up - Формати: CD, DVD, digital download | 39                     | 33                     | 10                     | —                      | 22                     | 19                     | 18                     | 40                     | 10                     | —                      | - Світ: 1,500,000 - США: 687,000 | - RIAA: Золотий - RIAA: 5× Платиновий (Video) - BPI: Платиновий (Video) - IFPI SWI: Золотий |
| «—» позначає запис, який не був розміщений на графіку або не розповсюджувався на цю територію. |                                                                                  |                        |                        |                        |                        |                        |                        |                        |                        |                        |                        |                                  |                                                                                             |

### Збірні альбоми
| Назва                   | Деталі                                                                                    |
| ----------------------- | ----------------------------------------------------------------------------------------- |
| Lost Whispers           | - Вихід: 9 грудня 2016 - Лейбл: The Bicycle Music Company - Формати: LP, digital download |
| The Ultimate Collection | - Вихід: 17 лютого 2017 - Лейбл: The Bicycle Music Company - Формат: LP                   |

### Демо-альбоми
| Назва  | Деталі                                                                  |
| ------ | ----------------------------------------------------------------------- |
| Origin | - Вихід: 4 листопада 2000 - Лейбл: Bigwig Enterprises - Формати: CD, LP |

## Розширені релізи
| Назва                  | Деталі                                                 |
| ---------------------- | ------------------------------------------------------ |
| Evanescence            | - Вихід: 1998 - Лейбл: Bigwig Enterprises - Формат: CD |
| Sound Asleep / Whisper | - Реліз: 1999 - Лейбл: Bigwig Enterprises - Формат: CD |
| Mystary                | - Вихід: 2003 - Лейбл: Wind-up - Формат: CD            |

## Сингли
| Назва                                                                             | Рік  | Пікова позиція в чарті | Пікова позиція в чарті | Пікова позиція в чарті | Пікова позиція в чарті | Пікова позиція в чарті | Пікова позиція в чарті | Пікова позиція в чарті | Пікова позиція в чарті | Пікова позиція в чарті | Пікова позиція в чарті | Сертифікації | Альбом        |
| Назва                                                                             | Рік  | USA                    | AUS                    | AUT                    | CAN                    | FRA                    | GER                    | NLD                    | NZL                    | SWI                    | UK                     | Сертифікації | Альбом        |
| --------------------------------------------------------------------------------- | ---- | ---------------------- | ---------------------- | ---------------------- | ---------------------- | ---------------------- | ---------------------- | ---------------------- | ---------------------- | ---------------------- | ---------------------- | --- | ------------- |
| «Bring Me to Life»                                                                | 2003 | 5                      | 1                      | 3                      | 3                      | 5                      | 2                      | 10                     | 3                      | 6                      | 1                      | - RIAA: Платиновий - ARIA: 2× Платиновий - BPI: Платиновий - BVMI: Платиновий - IFPI SWI: Золотий - SNEP: Золотий | Fallen        |
| «Going Under»                                                                     | 2003 | —                      | 14                     | 14                     | 14                     | 16                     | 15                     | 16                     | 4                      | 13                     | 8                      | - ARIA: Золотий                                                                                                   | Fallen        |
| «My Immortal»                                                                     | 2003 | 7                      | 4                      | 11                     | 1                      | 11                     | 5                      | 7                      | 2                      | 7                      | 7                      | - RIAA: Золотий - ARIA: Платиновий - BPI: Золотий - BVMI: Золотий                                                 | Fallen        |
| «Everybody's Fool»                                                                | 2004 | —                      | 23                     | —                      | —                      | —                      | —                      | 35                     | —                      | 35                     | 24                     | | Fallen        |
| «Call Me When You're Sober»                                                       | 2006 | 10                     | 5                      | 7                      | 3                      | 20                     | 13                     | 27                     | 3                      | 6                      | 4                      | - RIAA: Платиновий - ARIA: Золотий                                                                                | The Open Door |
| «Lithium»                                                                         | 2007 | —                      | 26                     | 41                     | —                      | —                      | 44                     | 55                     | 16                     | 40                     | 32                     | | The Open Door |
| «Sweet Sacrifice»                                                                 | 2007 | —                      | —                      | —                      | —                      | —                      | 75                     | —                      | —                      | —                      | —                      | | The Open Door |
| «Good Enough»                                                                     | 2007 | —                      | —                      | —                      | —                      | —                      | —                      | —                      | —                      | —                      | —                      | | The Open Door |
| «What You Want»                                                                   | 2011 | 68                     | 86                     | —                      | 55                     | —                      | 84                     | —                      | —                      | —                      | 72                     | | Evanescence   |
| «My Heart Is Broken»                                                              | 2011 | —                      | —                      | 36                     | —                      | —                      | 92                     | —                      | —                      | —                      | —                      | | Evanescence   |
| «Lost in Paradise»                                                                | 2012 | 99                     | —                      | 71                     | 89                     | —                      | —                      | —                      | —                      | 39                     | 174                    | | Evanescence   |
| «Imperfection»                                                                    | 2017 | —                      | —                      | —                      | —                      | —                      | —                      | —                      | —                      | —                      |                        | | Synthesis     |
| «—» denotes a recording that did not chart or was not released in that territory. |      |                        |                        |                        |                        |                        |                        |                        |                        |                        |                        | |               |

### Promotional singles
| Назва                                                                        | Рік  | Пікова позиція в чартах | Альбом            |
| Назва                                                                        | Рік  | CAN                     | Альбом            |
| ---------------------------------------------------------------------------- | ---- | ----------------------- | ----------------- |
| «Imaginary»                                                                  | 2004 | —                       | Fallen            |
| «Missing»                                                                    | 2004 | —                       | Anywhere but Home |
| «Weight of the World»                                                        | 2007 | —                       | The Open Door     |
| «Together Again»                                                             | 2010 | 86                      | N/A               |
| «Made of Stone»                                                              | 2012 | —                       | Evanescence       |
| «The Other Side»                                                             | 2012 | —                       | Evanescence       |
| "Bring Me to Life (Synthesis)"                                               | 2017 | —                       | Synthesis         |
| «Lacrymosa (Synthesis)»                                                      | 2017 | —                       | Synthesis         |
| «—» позначає запис, який не потрапив до чарту або не вийшов на цю територію. |      |                         |                   |

## Гостьові виступи
| Назва                                    | Рік  | Альбом                                                            |
| ---------------------------------------- | ---- | ----------------------------------------------------------------- |
| «Made of Stone» (ремікс від Ренгольдера) | 2012 | Інший світ: Пробудження (Original Motion Picture Soundtrack)      |
| «New Way to Bleed» (ремікс від Photek)   | 2012 | Avengers Assemble (Music from and Inspired by the Motion Picture) |

## Музичні кліпи
| Назва                       | Рік  | Режисер(и)          | Пос.   |
| --------------------------- | ---- | ------------------- | ------ |
| «Bring Me to Life»          | 2003 | Філіп Штольцль      | [ 66 ] |
| «Going Under»               | 2003 | Філіп Штольцль      | [ 67 ] |
| «My Immortal»               | 2003 | Девід Мулді         | [ 69 ] |
| «Everybody's Fool»          | 2004 | Філіп Штольцль      | [ 70 ] |
| «Call Me When You're Sober» | 2006 | Марк Вебб           | [ 72 ] |
| «Lithium»                   | 2006 | Пол Федор           | [ 74 ] |
| «Sweet Sacrifice»           | 2007 | П. Р. Броун         | [ 76 ] |
| «Good Enough»               | 2007 | Марк Вебб та Річ Лі | [ 78 ] |
| «What You Want»             | 2011 | Меєрт Авіс          | [ 80 ] |
| «My Heart Is Broken»        | 2012 | Дін Карр            | [ 82 ] |
| «Lost in Paradise»          | 2013 | Блейк Джадд         | [ 84 ] |
| «Imperfection»              | 2017 | П. Р. Броун         | [ 85 ] |